# دوغ سينيور
دوغ سينيور هو لاعب هوكي الجليد كندي، ولد في 4 يناير 1941 في كينغستون في كندا.

## وصلات خارجية
- دوغ سينيور على موقع EliteProspects.com (الإنجليزية)
- دوغ سينيور على موقع HockeyDB.com (الإنجليزية)